# Anna Jekiełek
Anna Jekiełek-Ciesielska (ur. 29 grudnia 1937 w Krakowie, zm. 25 października 2021) – polska scenografka, kostiumografka i dekoratorka wnętrz.

## Życiorys
Rozpoczęła studia na Wydziale Architektury Wnętrz i Form Przemysłowych, a następnie przeniosła się na Wydział Scenografii Akademii Sztuk Pięknych w Krakowie, który ukończyła w 1967 roku. Przez dwa lata współpracowała z Ośrodkiem TV w Krakowie, później związana była także z Teatrem Sensacji „Kobra” w Warszawie i Teatrem TV w Łodzi.
Od 1975 roku pracowała w Zespołach Filmowych w Warszawie, głównie w Zespole Filmowym „X” Andrzeja Wajdy oraz w Zespole Filmowym „Tor”, później również w Zespole Filmowym „Oko” i „Perspektywa”. Była doradczynią Akademii Ekonomicznej w Krakowie z zakresu architektury wnętrz.
Anna Jekiełek tworzyła również scenografię teatralną do sztuk wystawianych w Teatrze im. Stefana Jaracza w Łodzi, Teatrze Nowym w Warszawie oraz Teatrze Dramatycznym w Legnicy.
Była członkinią Stowarzyszenia Filmowców Polskich. Zmarła 25 października 2021. Została pochowana 17 listopada 2021 na Cmentarzu Rakowickim w Krakowie(cmentarzu wojskowym przy ul. Prandoty w Krakowie) (kw. LXXXIX-15-22). 

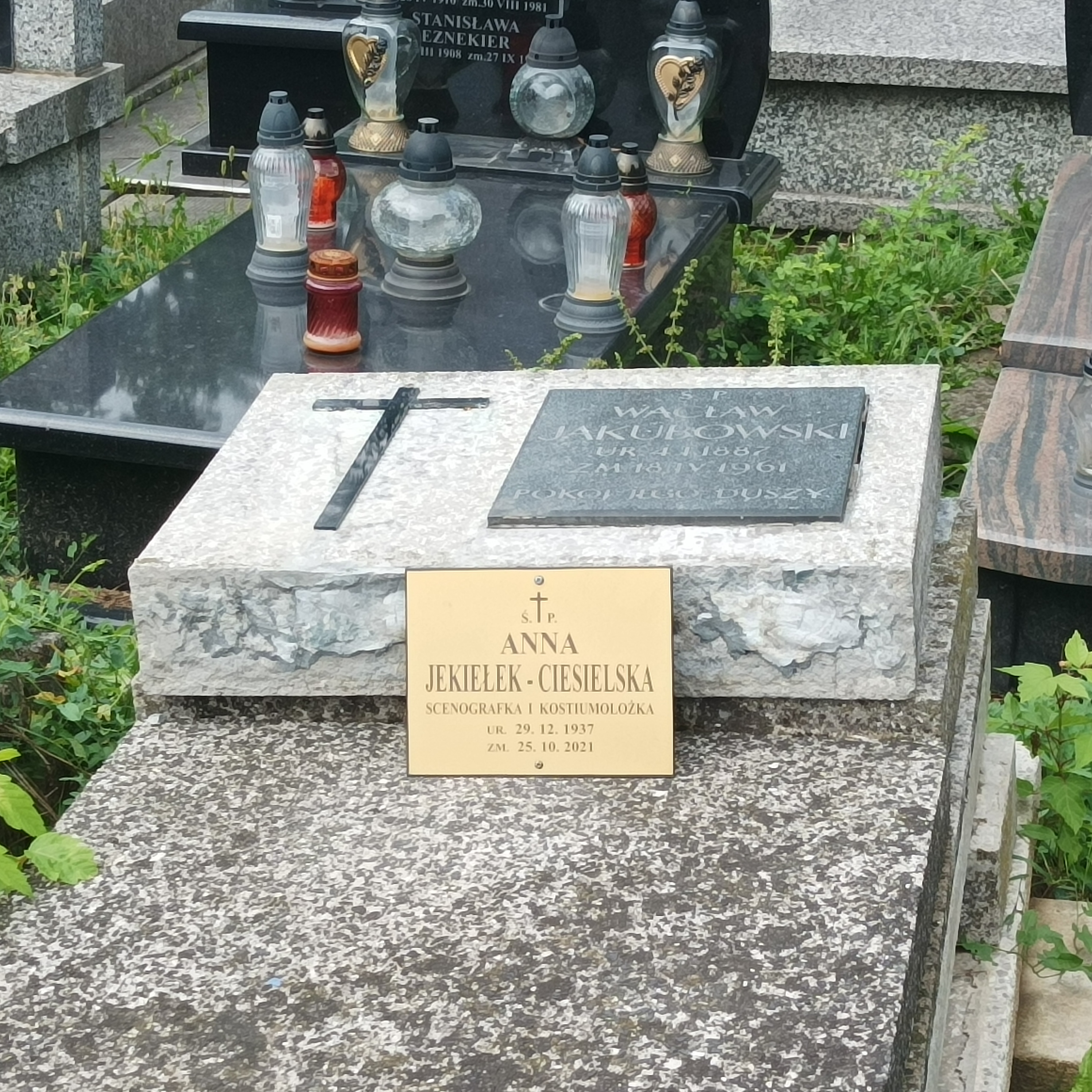
Grób Anny Jekiełek na cmentarzu wojskowym przy ul. Prandoty w Krakowie

## Filmografia

### Scenografia
- 1973: Nie ma ptaków połowicznych (widowisko telewizyjne)
- 1980: Głosy
- 1981: Wolny strzelec (film telewizyjny)
- 1989: Odbicia (serial telewizyjny)

### Kostiumy
- 1974: Jak redagowałem dziennik w Tennessee (spektakl telewizyjny)
- 1976: Mała przechadzka pana Lovedaya (spektakl telewizyjny)
- 1976: Kradzież (film telewizyjny)
- 1984: Granica (spektakl telewizyjny)
- 2016: Kury (film krótkometrażowy)

### Dekoracja wnętrz (wybór)
- 1976–1977: Polskie drogi (serial telewizyjny; odcinki 7–11)
- 1978: Zmory
- 1978: Wśród nocnej ciszy
- 1979: Kung-fu
- 1980: Z biegiem lat, z biegiem dni… (serial telewizyjny)
- 1980: Nasze podwórko (serial telewizyjny)
- 1981: Dreszcze
- 1982: Wielki Szu
- 1983: Wir
- 1983: Przeznaczenie
- 1983: Kartka z podróży
- 1985: Sezon na bażanty
- 1989: Marcowe migdały
- 1990: Ucieczka z kina „Wolność”

## Teatr

### Scenografia
- 1981: Ojciec (reż. Bogdan Michalik, Teatr Nowy w Warszawie)
- 1982: Lęki poranne (reż. Bogdan Michalik, Teatr im. Stefana Jaracza w Łodzi)
- 1982: Ołtarz wzniesiony sobie (reż. Bogdan Michalik, Teatr im. Stefana Jaracza w Łodzi)
- 1982: Czerwone pantofelki (reż. Stanisław Olejniczak, Teatr Dramatyczny w Legnicy)